# منطقه حفاظت‌شده شهید جمهور
منطقهٔ حفاظت‌شدهٔ شهید جمهور یا جنگل دیزمار، یکی از مناطق حفاظت‌شدهٔ ایران در محدودهٔ شهرستان‌های خداآفرین و ورزقان و جلفا در شمالِ استان آذربایجان شرقی که منطقه‌ای کوهستانی و جنگلی است. این منطقه محل سقوط بالگرد سید ابراهیم رئیسی، رئیس جمهور ایران و همراهانش در ۳۰ اردیبهشت ۱۴۰۳ بود.

## تاریخچهٔ حفاظت
منطقهٔ جنگلیِ دیزمار طیِّ مصوّبهٔ شمارهٔ ۳۴۹ شورای عالی محیط زیست به تاریخِ ۱۳ مهرِ ۱۳۹۰ به وسعت ۶۸۶۰۲ هکتار به عنوان منطقه حفاظت‌شده به مناطق تحت مدیریت سازمان حفاظت محیط زیست ایران پیوست.

## ویژگی‌های بوم‌شناختی
منطقه حفاظت‌شده شهید جمهور منطقه ای کوهستانی و جنگلی واقع در دهستان دیزمار از توابع بخش خاروانا است که در حوزه استحفاظی شهرستان‌های خداآفرین، ورزقان و جلفا در شمال استان آذربایجان شرقی قرار دارد. در منطقه دیزمار ۸۴۹ گونه گیاهی شناسایی شده که ۷۶ گونه آن بوم‌زاد بوده و به دلیل تنوع تیپ اراضی (کوهستانی، کوهپایه ای و تپه‌ای) و زیستگاه آبی (ارس و دیگر رودها) و خشکی و همچنین وضعیت پوشش گیاهی موجب تنوع و غنای زیستی در منطقه شده که هر کدام از ویژگی‌های فیزیکی و بیولوژیکی از نظر ارزش علمی و بوم‌شناسی دارای اهمیت است. گونه‌های جانوری منطقه حفاظت شده دیزمار نیز حدود ۳۲۰ گونه با وجود گونه‌های منحصر به فرد نظیر سیاه خروس و شوکا به ثبت رسیده است و سایر جانوران این منطقه شامل کل و بز وحشی، گراز، خرس قهوه‌ای، سیاه گوش، گربه وحشی، گربه جنگلی، پلنگ، روباه، شغال و گرگ و از پرندگان سیاه خروس قفقازی، کبک، کبک دری، دراج و قرقاول ارسباران هستند.

## پروژهٔ ثبتِ جهانی
ایران در تلاش است تا جنگل دیزمار به پرونده میراث جهانی جنگل‌های هیرکانی الحاق و آن را ثبت جهانی کند. پرونده جنگل‌های دیزمار کار مشترک وزارت میراث فرهنگی، گردشگری و صنایع دستی، سازمان حفاظت محیط زیست و سازمان جنگل‌ها، مراتع و آبخیزداری و منابع طبیعی ایران است که به شکل مشترک با یک سایت از کشور جمهوری آذربایجان موسوم به پارک هیرکان تدوین و در سال ۱۳۹۹ به دبیرخانه یونسکو ارسال شده است. در چهل و پنجمین کمیته میراث جهانی یونسکو در شهر ریاض عربستان سعودی، ایران به جز الحاق جنگل دیزمار به پرونده جنگل‌های هیرکانی، دو پرونده کاروانسراهای ایرانی و منظر فرهنگی ماسوله را در دستور بررسی این اجلاس یونسکو داشت که در نهایت با ثبت جهانی پرونده کاروانسراها موافقت شد و پرونده‌های ثبت جهانی منظر فرهنگی ماسوله و الحاق جنگل دیزمار به جنگل‌های هیرکانی ناموفق بود. در بررسی پرونده دیزمار تصمیم گرفته شد که به دلیل اشتراک زیاد این جنگل‌ها با جنگل‌های ارسباران، در آن پرونده الحاق شده و در قالب پرونده میراث طبیعی جنگل‌های ارسباران برای ثبت جهانی ارائه شود.

## سانحه سقوط بالگرد در اردیبهشت ۱۴۰۳
اردیبهشت سال ۱۴۰۳ سیّد ابراهیم رئیسی، رئیس جمهور وقت ایران، به همراه سید محمدعلی آل‌هاشم امام‌جمعه تبریز، حسین امیرعبداللهیان وزیر امور خارجه، مالک رحمتی استاندار آذربایجان شرقی و دیگر همراهانش در سانحه سقوط بالگرد در این منطقه کشته شدند.